# Filatoi di Roggia Paiari

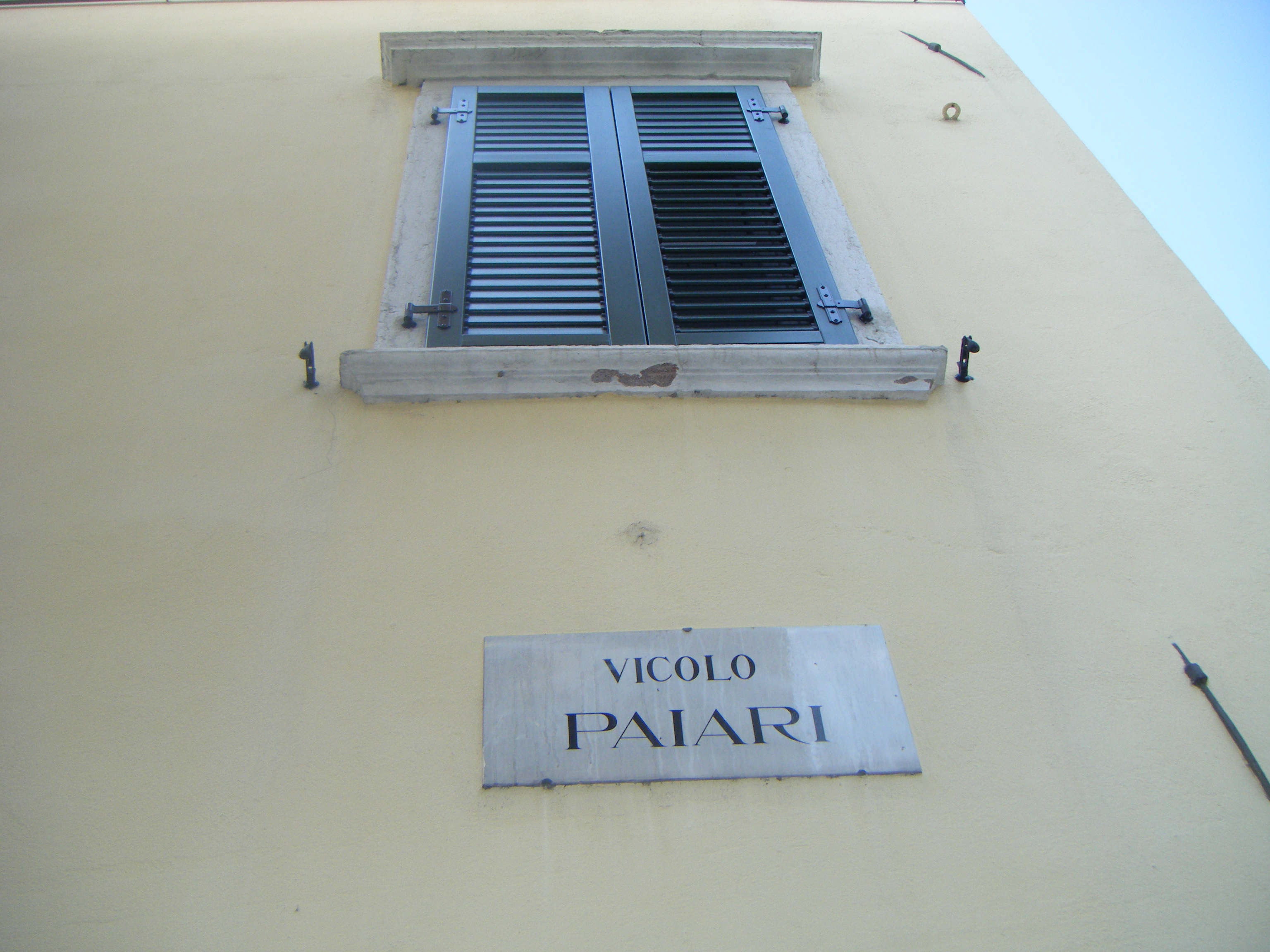
Filatoio di vicolo Paiari

I filatoi di Roggia Paiari  sono un complesso urbanistico di rilevanza storica costituito da sei filatoi edificati tra il 1700 e il 1750 nella zona di Santa Maria a Rovereto.

## Storia
Solo qualche decennio dopo la cacciata dei veneziani (1509) inizia in Vallagarina la coltivazione del gelso e la lavorazione della seta. Dopo di allora, e per oltre trecento anni, la produzione della seta diviene il perno della vita economica, culturale e sociale roveretana.
Per ottenere la seta greggia, veniva innanzitutto coltivato il gelso e allevato il baco da seta (nelle case agricole); i bozzoli nati da 40-45 giorni venivano trasportati al magazzino per il loro soffocamento e stufatura e per ultimo venivano trattati nelle filande (mentre il baco poteva essere mangiato). Va detto, però, che gran parte della seta grezza veniva importata di contrabbando dal veronese. Solo a fine settecento e poi nell'Ottocento la coltivazione dei gelsi si estese nostre campagne: quando le nuove grandi filande industriali soppiantarono gli ormai vetusti filatoi idraulici.
L'arte della seta lavorata, con le tipiche fasi di torcitura e filatura, inizia a Rovereto - a dimensione internazionale - nel cinquecento inoltrato. Queste operazioni venivano eseguite nei filatoi. Un primo filatoio idraulico fu costruito nel 1580 in via Portici dai norimberghesi fratelli Ferleger, cui seguì nel 1615 uno molto più grande di Johann Folchamer, pure di Norimberga, in via Portici n.1. Alla metà del Seicento se ne contavano solo 6 (quasi tutti norimberghesi: Ferleger, Folckamer, Guttheter, Drexel) ma nel secolo successivo divennero 38. Questa rapida e importante crescita di filatoi fu resa possibile da nuovi importanti investitori, e naturalmente dalla presenza del torrente Leno.
I filatoi di Roggia Paiari, situati nel borgo di S.Maria (già S.Tomaso) sulla riva sinistra del torrente Leno sono il n.31 "Al Zambel" in Via Marsilli; il 32 in via Santa Maria, 25; il 33 nel Vicolo Tintori (denominazione tarda, derivante dall'attività di tintura); il 34, 35, 36 in via Santa Maria e su Vicolo Paiari.
I filatoi di S.Maria furono edificati nel corso del seicento, eccetto il filatoio n.36 che forse risale addirittura al cinquecento.
Anche dall'altra parte del Leno furono numerosi i filatoi, serviti dalla Roggia Grande (o interna), dalla Roggia Piccola (o esteriore), delle Rogge Riunite. Ad esempio  il filatoio Sichardt, sulla Roggia Piccola, è oggi utilizzato come Museo comunale. Le Rogge Riunite arrivano (ancora oggi) fino alla ex manifattura tabacchi, in Borgo Sacco.
Quest'attività contribuì positivamente in ambito lavorativo, creando numerosi posti di lavoro, particolarmente per le donne e i giovani, fino a fine dell'Ottocento.
La città di Rovereto, nel periodo della produzione e lavorazione della seta, fiorì anche in campo culturale: infatti venne fondata nel 1750 una delle istituzioni culturali più importanti, l'Accademia Roveretana degli Agiati, a ponte fra le due culture, italiana e tedesca, come si espresse uno dei fondatori, Giuseppe Valeriano Vannetti. Durante il tutto Settecento, in particolare, furono create anche molte opere pubbliche e palazzi imponenti.

## Caratteristiche
Gli edifici adibiti alla torcitura e alla filatura influenzarono l'architettura roveretana. Le case, infatti, hanno subito dei cambiamenti, in particolar modo sviluppandosi in altezza, raggiungendo i 7 piani, avvicinandosi così alla struttura del filatoio. Generalmente le abitazioni, invece,si articolavano solo su 2-3 piani.
Oggi, numerosi filatoi sono stati restaurati divenendo abitazioni, ma restando di interesse culturale e storico, in quanto testimonianza dell'industria serica di Rovereto.